# Rosi Steinberger

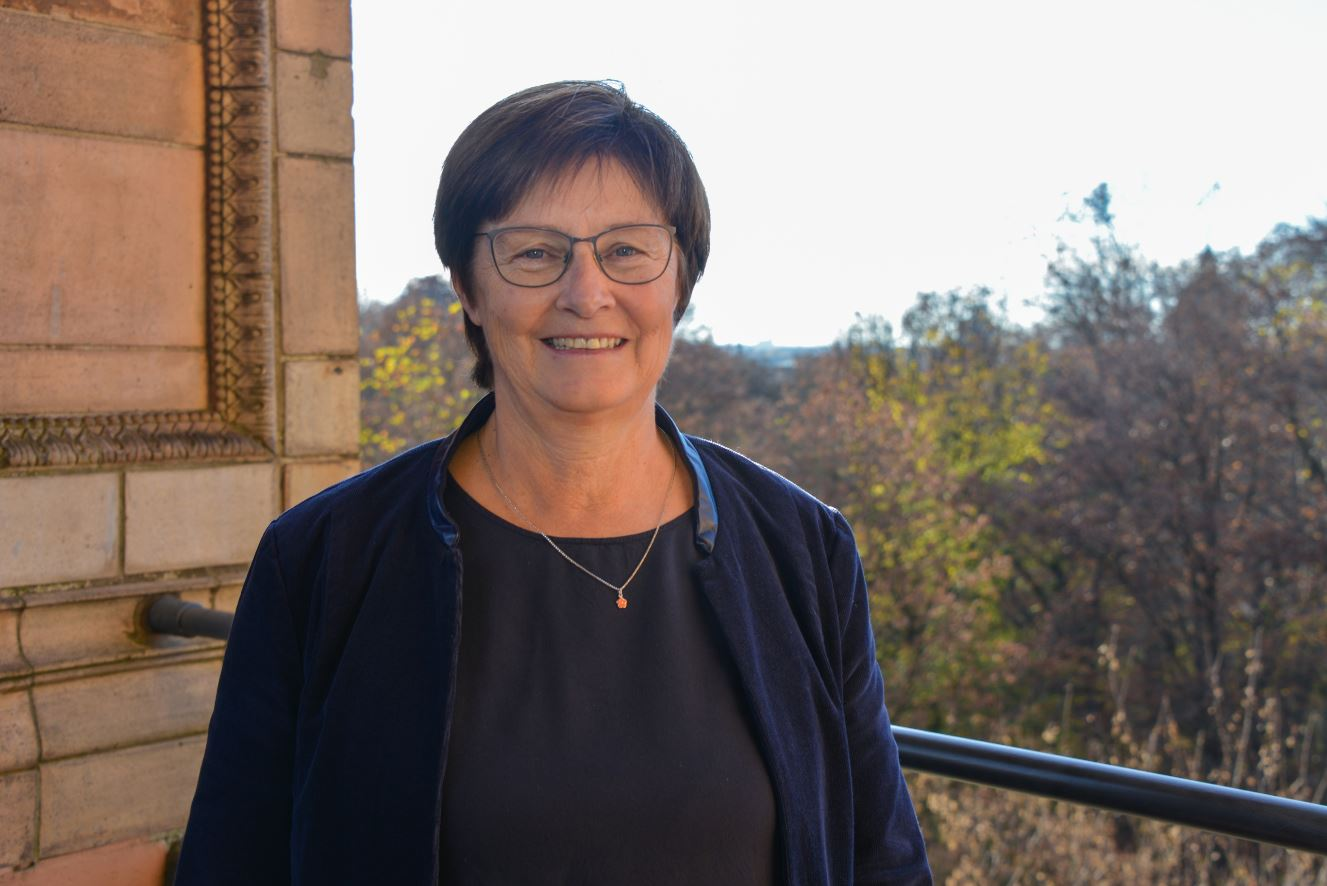
Rosi Steinberger

Rosi Steinberger (* 9. März 1960 in Velden) ist eine deutsche Agrarwissenschaftlerin und Politikerin (Bündnis 90/Die Grünen). Sie war von 2013 bis 2023 Mitglied des Bayerischen Landtags.

## Leben

### Ausbildung und Beruf
Steinberger wuchs auf einem Bauernhof bei Taufkirchen (Vils) auf. Von 1966 bis 1980 ging sie zur Schule, welche sie in Landshut mit dem Abitur abschloss. Danach studierte sie Agrarwissenschaften in Weihenstephan und schloss 1986 als Diplom-Agraringenieurin ab. 1987 bis 1991 war sie wissenschaftliche Mitarbeiterin am Institut für Pflanzenbau Weihenstephan, welches zur Technischen Universität München gehört. Von 2006 bis 2013 arbeitete sie als wissenschaftliche Mitarbeiterin des Bundestagsabgeordneten Anton Hofreiter. Nach ihrer Heirat zog sie 1995 nach Kumhausen. Sie hat zwei Kinder.

### Politische Laufbahn
Von 2004 bis 2014 war sie Vorsitzende des Kreisverbands der Grünen im Landkreis Landshut und von 2008 bis Herbst 2013 Vorsitzende des Bezirksverband der Grünen in Niederbayern.

### Öffentliche Ämter
2002 wurde sie in Kumhausen in den Gemeinderat gewählt. Von 2008 bis 2012 war sie dritte Bürgermeisterin, von 2012 bis 2014 zweite Bürgermeisterin von Kumhausen. 2008 wurde sie Mitglied des Kreistags des Landkreises Landshut und stellvertretende Fraktionssprecherin.
Bei der Landtagswahl 2013 stand sie auf Platz 1 der Liste im Wahlkreis Niederbayern und zog als Abgeordnete in den Bayerischen Landtag ein. Bei der Landtagswahl 2018 zog sie erneut in den Landtag ein. Nach der Landtagswahl 2023 schied sie aus dem Landtag aus.
Sie war Mitglied im Ausschuss für Umwelt- und Verbraucherschutz sowie im Ausschuss für Wissenschaft und Kunst. Außerdem war sie in der Fraktion Sprecherin für Verbraucher- und Tierschutz sowie Forschungspolitik.
Im März 2016 wurde sie als Co-Sprecherin des Arbeitskreises Ökologie und Ökonomie der grünen Landtagsfraktion wiedergewählt. Des Weiteren war sie stellvertretende Vorsitzende des Anstaltsbeirates JVA Landshut und stellvertretende  Vorsitzende des Anstaltsbeirates JVA Straubing. Ab Herbst 2018 war Rosi Steinberger Sprecherin der Landtagsfraktion für Verbraucherschutz und Vorsitzende im Ausschuss für Umwelt- und Verbraucherschutz.

### Weiteres Engagement
Sie sitzt im amtierenden Aufsichtsrat (2016) der „Bürgerenergie Isar e. G.“ und ist Teilnehmerin des am 7. April 2015 eingerichteten „Dialogforums Ost-Süd-Umfahrung Landshut im Zuge der B15neu“. In Kumhausen engagiert sie sich im Partnerschaftsverein. Zudem ist sie Gründungsmitglied des Bündnisses für Atomausstieg sowie dem Schutzbündnis Tier und Umwelt in der Region Landshut.